# (22899) Alconrad
Alconrad, también conocido como (22899) Alconrad es un asteroide binario de unos 5 km de diámetro situado en las regiones exteriores del Cinturón de asteroides y perteneciente a la familia Coronis. Fue descubierto por los astrónomos croatas Korado Korlević y Mario Jurić desde el Observatorio de Višnjan en Ciudad (Croacia) el 11 de octubre de 1999. Cuando en 2003 se descubrió su satélite. denominado S / 2003 (22899) 1, era el sistema binario más pequeño conocido en el cinturón principal.

## Origen del nombre
El asteroide fue nombrado en honor del astrónomo americano Albert R. Conrad (n. 1953) que trabajó en varios observatorios en los Estados Unidos. Experto y desarrollador de óptica adaptativa, ha estudiado los satélites naturales del Sistema Solar por su forma y topografía, y ha co-descubierto muchas lunas de asteroides en el proceso. La cita de denominación se publicó el 20 de junio de 2016 (M.P.C. 100606).

## Características físicas
El asteroide rocoso de tipo S pertenece a la familia Coronis, un grupo de colisión que consiste en unos pocos cientos de cuerpos conocidos con órbitas casi eclípticas. Orbita el Sol a una distancia entre 2,6 y 3,1 UA una vez cada 4 años y 10 meses (1 752 días). Su órbita tiene una excentricidad de 0,08 y una inclinación de 3° con respecto a la eclíptica. Un precovery fue tomado en 1994 por el programa Spacewatch del Observatorio Steward en Arizona, extendiendo el arco de la observación de Alconrad por 5 años antes de su observación de descubrimiento.
En diciembre de 2009, se obtuvo una curva de luz rotacional a partir de observaciones fotométricas del observatorio espacial Wise en Israel. La curva de luz le dio un período de rotación de 4,03 ± 0,03 horas con una variación de brillo de 0,19 ± 0,03 en magnitud)(Factor de calidad = 2). En octubre de 2013, otra observación en la banda R en la U.S Palomar Transient Factory obtuvo un período más largo de 5,0206 ± 0,0029 con una amplitud de 0,14 en magnitud(Factor de calidad = 2).
De acuerdo a las observaciones aportadas por la misión NEOWISE de la NASA  del telescopio espacial WISE, Alconrad mide 5,7 kilómetros de diámetro y su superficie tiene un albedo de 0,18 mientras que el Collaborative Asteroid Lightcurve Link asume un albedo estándar para los miembros de la familia Coronis de 0,24 y calcula un diámetro de 4,9 kilómetros. En octubre de 2003, cuando su satélite S / 2003 (22899) 1 fue descubierto por los investigadores del Instituto de Investigación del Suroeste usando el telescopio espacial Hubble, calcularon un diámetro de 4,5 kilómetros para Alconrad, basado en un supuesto albedo de 0,21. Los investigadores también midieron una gran separación angular de 0.14" entre Alconrad y su luna, lo que equivale a una distancia entre 170 y 182 kilómetros. Basándose en una diferevcia de 2,5 en la magnitud del asteroide respecto a su satélite, este mide de 1 a 1,5 kilómetros de diámetro.